# Kasteel van Ham

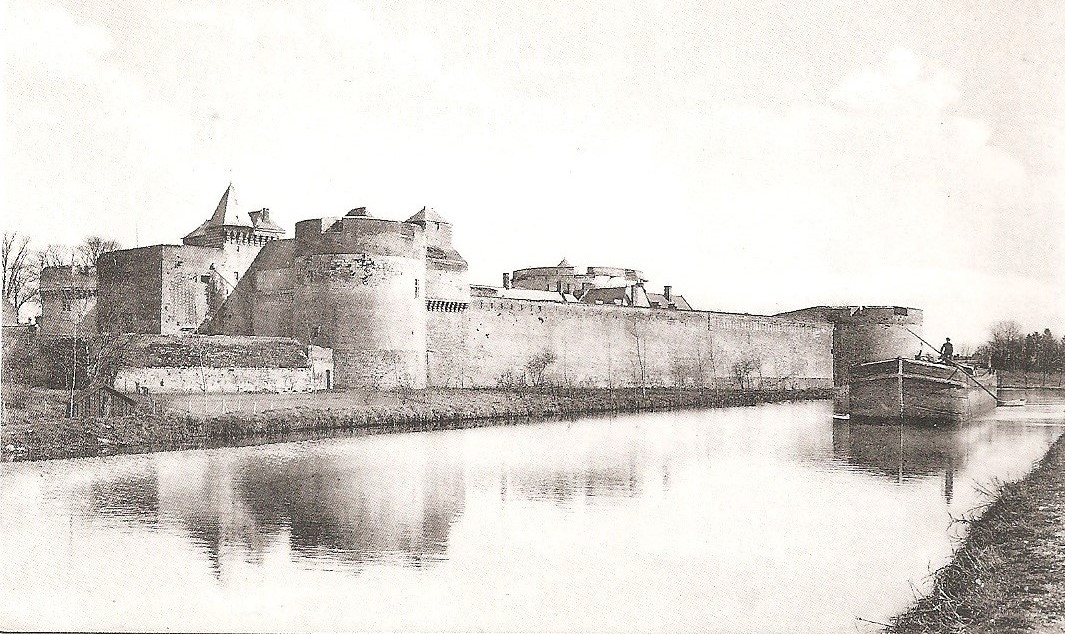
Het kasteel aan het Sommekanaal voor 1917

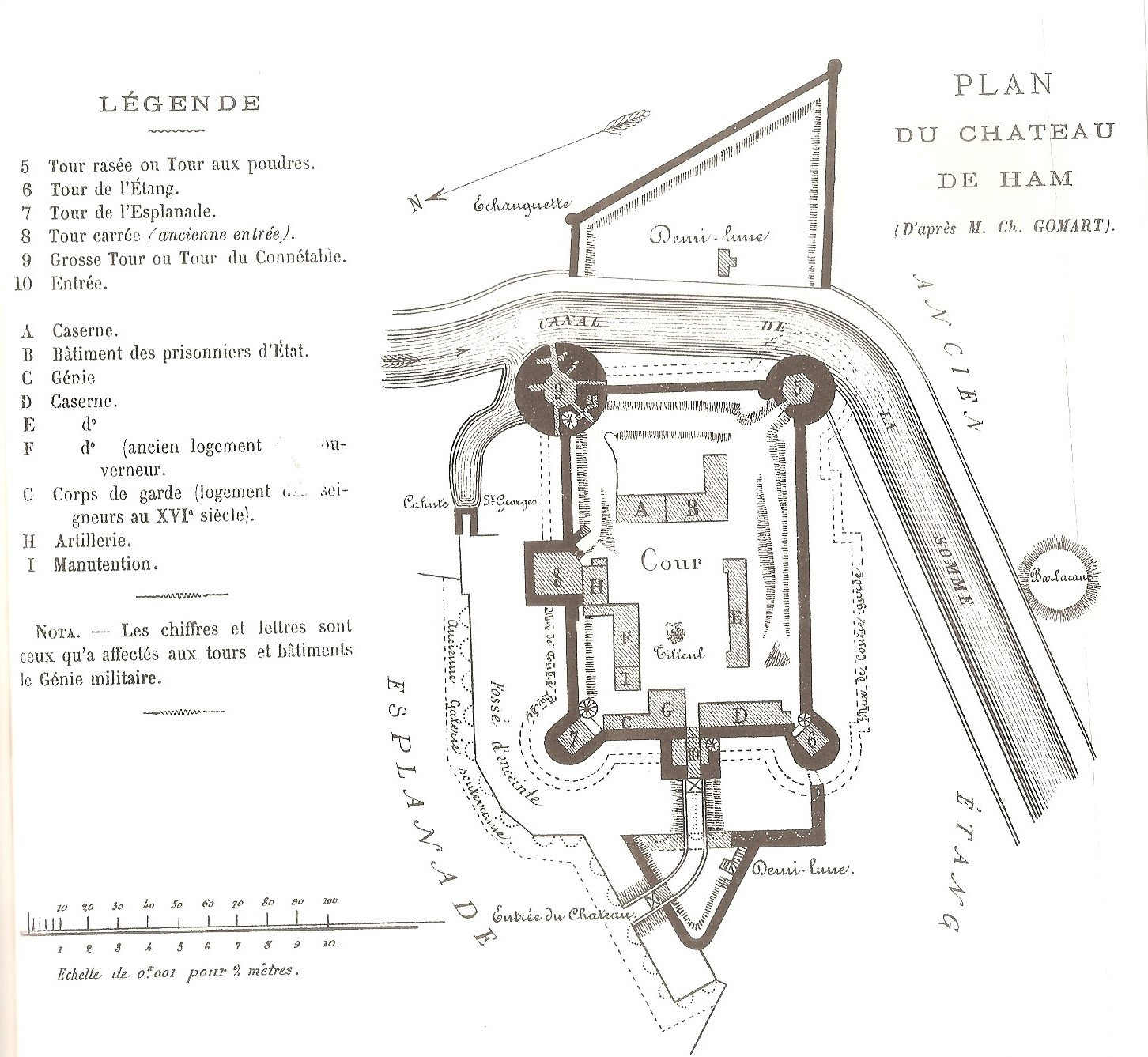
Plattegrond van het kasteel

Het Kasteel van Ham (ook wel fort of vesting van Ham) ligt in de gemeente Ham in het Franse departement Somme in Hauts-de-France.

## Geschiedenis
Het vroege kasteel, waarvan de bouwdatum onbekend is, wordt voor het eerste vermeld in 1052. Tijdens de 13e eeuw werd het gerestaureerd door Odon IV van Ham. Hij gaf het fort zijn definitieve vorm, een rechthoekige ringmuur met grote cilindrische torens op de hoeken. Het kasteel was zo'n 120 meter lang en 80 meter breed.
Enguerrand de Coucy kocht de heerlijkheid in 1380 en zijn dochter verkocht het in 1400 aan Lodewijk I van Orléans die het kasteel integreerde in zijn netwerk van forten, waaronder die in La Ferté-Milon en Fère-en-Tardenois en het Kasteel van Pierrefonds. Lodewijk begon met de wederopbouw, die na 1418 werd geperfectioneerd door Jan II van Luxemburg-Ligny , die de heerlijkheid verwierf na de moord op Lodewijk. Zijn neef Lodewijk van Saint-Pol bouwde een monumentale donjon in 1441. Deze enorme toren had een diameter van 33 meter, was 33 meter hoog en de muren waren 11 m dik.
Het kasteel van Ham werd verschillende keren belegerd, met name door Filips II van Spanje in 1557.
Onder het bewind van Lodewijk XIV werd het kasteel aan het einde van de 17e eeuw door bouwmeester Vauban aangepast.
Het kasteel werd later omgevormd tot staatsgevangenis. Het telde vele beroemde gevangenen, waaronder de piraat Jacques Cassard, de revolutionair Mirabeau en maarschalk Mocey. De laatste gevangene was prins Louis-Napoléon Bonaparte, de latere keizer Napoleon III. Hij slaagde er in te ontsnappen door de identiteit van een schilder, Badinguet, aan te nemen.
In 1870, tijdens de Frans-Pruisische oorlog, omsingelde het Tweede Leger van het Noorden de plaats Ham en dwong het Franse leger tot overgave.
Op 19 maart 1917 werd het kasteel opgeblazen door het Duitse leger. De enige onderdelen van het kasteel die nog staan, zijn de vierkante toegangstoren en delen van de ringmuur. Deze ruïnes liggen aan het Sommekanaal.
Het kasteel staat sinds 1965 op de monumentenlijst van het Franse Ministerie van Cultuur.